# Elysia orientalis
Elysia orientalis is een slakkensoort uit de familie van de Plakobranchidae. De wetenschappelijke naam van de soort werd voor het eerst geldig gepubliceerd in 2011 door Ortea, Moro, Caballer & Espinosa.